# Eleições estaduais no Piauí em 2006
As eleições estaduais no Piauí em 2006 ocorreram em 1º de outubro como parte das eleições gerais no Distrito Federal e em 26 estados brasileiros. Foram eleitos o governador Wellington Dias, o vice-governador Wilson Martins e o senador João Vicente Claudino, além de 10 deputados federais e 30 estaduais numa disputa encerrada em primeiro turno.
Quatro anos após chegar ao Palácio Karnak, o governador Wellington Dias reelegeu-se fixando um novo recorde nominal de votos e ao mesmo tempo derrubou o recorde percentual estabelecido por Petrônio Portela em 1962 a despeito de haver mais sete candidatos ao governo estadual. Bancário natural de Oeiras e funcionário da Rádio Difusora de Teresina, entrou no PT em 1985 sendo eleito presidente da Associação do Pessoal da Caixa Econômica Federal do Piauí em 1986 e assumiu a presidência do Sindicato dos Bancários em 1989. Na política foi eleito vereador de Teresina em 1992 e deputado estadual em 1994, assumindo a presidência do diretório estadual do PT e em 1996 foi candidato a vice-prefeito de Teresina na chapa de Nazareno Fonteles. Eleito deputado federal em 1998, perdeu a eleição para prefeito da capital piauiense em 2000. Eleito governador do Piauí em 2002 e reeleito em 2006, foi beneficiado por estar no exercício do poder e pela vinculação à candidatura presidencial de Luiz Inácio Lula da Silva, também reeleito. Para esta eleição o nome de Wellington Dias chegou a ser anunciado em aliança com o PMDB, todavia a convenção do partido optou pela candidatura do senador Mão Santa.
O vice-governador eleito é Wilson Martins. Médico graduado na Universidade Federal do Piauí e residente em Neurocirurgia pela Universidade Federal do Rio de Janeiro com especialização em Neurologia pela Pontifícia Universidade Católica do Rio de Janeiro e em Administração Hospitalar e Sanitária pela Universidade Gama Filho e possui Mestrado em Neurocirurgia pela Universidade de São Paulo. Natural de Santa Cruz do Piauí, é professor da Universidade Federal do Piauí, integrante da Sociedade Brasileira de Neurocirurgia e da Academia Brasileira de Neurocirurgia e cirurgião do Hospital Getúlio Vargas em Teresina. Foi presidente da Associação Piauiense de Medicina entre 1991 e 1993 e da Fundação Municipal de Saúde na terceira administração de Wall Ferraz frente à prefeitura de Teresina. Filiado ao PSDB, foi eleito deputado estadual em 1994, 1998 e 2002, legenda que trocaria pelo PSB, do qual é presidente do diretório estadual. Secretário de Desenvolvimento Rural no governo Wellington Dias, deixou o cargo para ser candidato a vice-governador na impossibilidade de uma aliança formal do petismo com o PMDB, sendo eleito em 2006.
Pela primeira vez na história o PFL não apresentou candidato ao governo do estado e na disputa para senador aconteceu a derrota de Hugo Napoleão ante o empresário João Vicente Claudino. Formado em Economia pela Universidade de Fortaleza, ele é paraibano de Cajazeiras, integra o Grupo Claudino e foi secretário de Indústria e Comércio no primeiro governo Mão Santa quando pertencia ao PSDB. Em 1997 assumiu a direção da Associação Industrial do Piauí e em 2002 a direção da Federação das Câmaras de Dirigentes Lojistas do Piauí sendo este o seu primeiro mandato político. Graças à sua vitória tornou-se o primeiro senador eleito pelo PTB do Piauí desde Matias Olímpio em 1954.

## Resultado da eleição para governador
Os percentuais atribuídos a cada candidato são calculados segundo o número de votos válidos. Houve ainda 42.962 votos em branco (2,47%) e 147.565 votos nulos (8,49%), estes dois últimos calculados sobre o comparecimento de 1.738.648 eleitores.
| Candidatos a governador do estado | Candidatos a vice-governador | Número | Coligação                                                 | Votação | Percentual |
| --------------------------------- | ---------------------------- | ------ | --------------------------------------------------------- | ------- | ---------- |
| Wellington Dias PT                | Wilson Martins PSB           | 13     | A Vitória da Força do Povo (PT, PSB, PTB, PCdoB, PL, PRB) | 954.857 | 61,68%     |
| Mão Santa PMDB                    | Ciro Nogueira PP             | 15     | Resistência Popular (PMDB, PP, PSC, PCB, PTC, PAN)        | 391.083 | 25,26%     |
| Firmino Filho PSDB                | Luiz Menezes PPS             | 45     | Piauí Daqui pra Frente (PSDB, PPS, PFL, PV, PTdoB)        | 189.029 | 12,22%     |
| Edna Nascimento PSOL              | Landim Neto PSTU             | 16     | Frente de Esquerda Socialista (PSOL, PSTU)                | 6.920   | 0,45%      |
| Major Avelar PSL                  | Ximenes de Aragão PSL        | 17     | PSL (sem coligação)                                       | 2.792   | 0,18%      |
| Francisco Macedo PMN              | Manoel de Zé Mariano PMN     | 33     | PMN (sem coligação)                                       | 1.985   | 0,13%      |
| Jonas Moura PSDC                  | Ubaldo Barbosa PSDC          | 27     | PSDC (sem coligação)                                      | 740     | 0,04%      |
| Lourdes Melo PCO                  | Jane Negreiros PCO           | 29     | PCO (sem coligação)                                       | 715     | 0,04%      |

## Resultado da eleição para senador
Os percentuais atribuídos a cada candidato são calculados segundo o número de votos válidos. Houve ainda 88.285 votos em branco (5,08%) e 234.397 votos nulos (13,48%), estes dois últimos calculados sobre o comparecimento de 1.738.648 eleitores.
| Candidatos a senador da República | Candidatos a suplente de senador               | Número | Coligação                                                 | Votação | Percentual |
| --------------------------------- | ---------------------------------------------- | ------ | --------------------------------------------------------- | ------- | ---------- |
| João Vicente Claudino PTB         | João Hilton Fernandes PTB Lourdes Rufino PCdoB | 141    | A Vitória da Força do Povo (PT, PSB, PTB, PCdoB, PL, PRB) | 926.631 | 65,44%     |
| Hugo Napoleão PFL                 | José Leão PFL Lourival Nery Júnior PFL         | 258    | Por um Piauí Melhor (PFL, PRONA)                          | 328.666 | 23,21%     |
| Ari Magalhães PMDB                | Francisco Juriti PMDB Sérgio Rego PMDB         | 151    | Resistência Popular (PMDB, PP, PSC, PCB, PTC, PAN)        | 71.293  | 5,04%      |
| Freitas Neto PSDB                 | Deocleciano Guedes PV Alberto Nogueira PPS     | 456    | Piauí Daqui pra Frente (PSDB, PPS, PFL, PV, PTdoB)        | 62.623  | 4,42%      |
| Toim do Frango PSL                | Domingas Margarida PSL Hildenise Araújo PSL    | 177    | PSL (sem coligação)                                       | 13.035  | 0,92%      |
| Geraldo Carvalho PSTU             | Geracina Melo PSTU Leninha Santos PSTU         | 161    | Frente de Esquerda Socialista (PSOL, PSTU)                | 6.460   | 0,46%      |
| Marcus Vinícius PMN               | José Felipe Filho PMN Floriano Gonçalves PMN   | 333    | PMN (sem coligação)                                       | 3.499   | 0,25%      |
| Zilton Duarte PSOL                | Romualdo Brasil PSOL Maria Geny da Silva PSOL  | 501    | Frente de Esquerda Socialista (PSOL, PSTU)                | 2.465   | 0,17%      |
| Idelfran Nascimento PSDC          | Eva Gomes PSDC Hairton Show PSDC               | 270    | PSDC (sem coligação)                                      | 1.294   | 0,09%      |

## Deputados federais eleitos
São relacionados os candidatos eleitos com informações complementares da Câmara dos Deputados.
| Deputados federais eleitos | Partido | Votação | Percentual | Cidade onde nasceu  | Unidade federativa |
| Marcelo Castro             | PMDB    | 160.310 | 9,92%      | São Raimundo Nonato | Piauí              |
| Antônio José Medeiros      | PT      | 132.359 | 8,19%      | União               | Piauí              |
| Ciro Nogueira              | PP      | 107.563 | 6,66%      | Teresina            | Piauí              |
| Átila Lira                 | PSDB    | 98.442  | 6,09%      | Piripiri            | Piauí              |
| Osmar Júnior               | PCdoB   | 96.935  | 6,00%      | São Paulo           | São Paulo          |
| Júlio César                | PFL     | 84.812  | 5,25%      | Guadalupe           | Piauí              |
| Paes Landim                | PTB     | 79.803  | 4,94%      | São João do Piauí   | Piauí              |
| Mussa Demes                | PFL     | 73.708  | 4,56%      | Floriano            | Piauí              |
| Nazareno Fonteles          | PT      | 64.212  | 3,97%      | Acaraú              | Ceará              |
| Alberto Silva              | PMDB    | 42.151  | 2,61%      | Parnaíba            | Piauí              |

## Deputados estaduais eleitos
No Piauí foram eleitos trinta (30) deputados estaduais.
| Número | Deputados estaduais eleitos | Partido | Votação | Percentual | Cidade onde nasceu        | Unidade federativa |
| 40123  | Lilian Martins              | PSB     | 55.795  | 3,44%      | Teresina                  | Piauí              |
| 15101  | Kleber Eulálio              | PMDB    | 47.949  | 2,95%      | Teresina                  | Piauí              |
| 65123  | Robert Rios                 | PCdoB   | 46.522  | 2,87%      | Teresina                  | Piauí              |
| 15111  | Themístocles Filho          | PMDB    | 40.010  | 2,46%      | Teresina                  | Piauí              |
| 25112  | Wilson Brandão              | PFL     | 39.581  | 2,44%      | Rio de Janeiro            | Rio de Janeiro     |
| 13456  | Assis Carvalho              | PT      | 33.877  | 2,09%      | Oeiras                    | Piauí              |
| 15130  | Moraes Souza Filho          | PMDB    | 32.547  | 2,00%      | Parnaíba                  | Piauí              |
| 25132  | Edson Ferreira              | PFL     | 29.962  | 1,85%      | São Raimundo Nonato       | Piauí              |
| 15110  | Ana Paula Araújo            | PMDB    | 29.922  | 1,85%      | Guadalupe                 | Piauí              |
| 14454  | Hélio Isaías da Silva       | PTB     | 29.463  | 1,82%      | Oeiras                    | Piauí              |
| 15199  | Warton Santos               | PMDB    | 29.361  | 1,81%      | Picos                     | Piauí              |
| 45123  | Luciano Nunes               | PSDB    | 28.905  | 1,78%      | Teresina                  | Piauí              |
| 45555  | Marden Menezes              | PSDB    | 28.648  | 1,77%      | Teresina                  | Piauí              |
| 25123  | Juraci Leite                | PFL     | 27.370  | 1,69%      | Pedro II                  | Piauí              |
| 13678  | Flora Izabel                | PT      | 26.890  | 1,66%      | Teresina                  | Piauí              |
| 25114  | Fernando Monteiro           | PFL     | 26.833  | 1,66%      | Teresina                  | Piauí              |
| 13123  | Olavo Rebelo                | PT      | 26.328  | 1,62%      | Esperantina               | Piauí              |
| 12369  | Flávio Nogueira             | PDT     | 25.924  | 1,60%      | Alto Santo                | Ceará              |
| 22222  | Xavier Neto                 | PL      | 24.640  | 1,52%      | Amarante                  | Piauí              |
| 15112  | Mauro Tapety                | PMDB    | 24.348  | 1,50%      | Oeiras                    | Piauí              |
| 45131  | Roncalli Paulo              | PSDB    | 23.252  | 1,44%      | São João do Piauí         | Piauí              |
| 15147  | Henrique Rebelo             | PMDB    | 23.195  | 1,43%      | Teresina                  | Piauí              |
| 15105  | João Madison Nogueira       | PMDB    | 23.164  | 1,43%      | Corrente                  | Piauí              |
| 14000  | Nerinho                     | PTB     | 22.032  | 1,36%      | Picos                     | Piauí              |
| 12222  | Antônio Uchôa               | PDT     | 21.938  | 1,35%      | Pedro II                  | Piauí              |
| 13222  | João de Deus                | PT      | 21.560  | 1,33%      | José de Freitas           | Piauí              |
| 40000  | Ismar Marques               | PSB     | 21.512  | 1,33%      | Luzilândia                | Piauí              |
| 13567  | Cícero Magalhães            | PT      | 18.744  | 1,16%      | São Benedito do Rio Preto | Maranhão           |
| 23123  | Antônio Félix               | PPS     | 17.096  | 1,05%      | Campo Maior               | Piauí              |
| 12456  | José Pinto de Mesquita      | PDT     | 16.131  | 0,99%      | Lagoa de São Francisco    | Piauí              |